# Mistrzostwa Świata U-17 w Piłce Nożnej Kobiet 2024
Mistrzostwa Świata U-17 w Piłce Nożnej Kobiet 2024 – ósmy turniej mistrzostw świata U-17 kobiet. Po raz pierwszy wydarzenie to rozgrywane było na Dominikanie. Był to jednocześnie drugi taki turniej na Karaibach (w 2010 roku gospodarzem turnieju był Trynidad i Tobago). Rozpoczął się 16 października, a zakończył 3 listopada 2024 roku.
Mistrzostwo świata po raz trzeci w historii zdobyły piłkarki Korei Północnej, które pokonały w finale obrończynie tytułu, Hiszpanki 4:3 w rzutach karnych. 

## Wybór gospodarza
Dominikana została wybrana gospodarzem turnieju 23 czerwca 2023 roku w Zurychu.

## Zakwalifikowane zespoły
| Konfederacja                                     | Turniej kwalifikacyjny                                                     | Reprezentacja          | Ostatni występ w MŚ U-17 | Najlepszy wynik w MŚ U-17      | Wynik        |
| ------------------------------------------------ | -------------------------------------------------------------------------- | ---------------------- | ------------------------ | ------------------------------ | ------------ |
| AFC (Azja)                                       | Mistrzostwa Azji U-17 w piłce nożnej kobiet 2024                           | Japonia U-17           | 2022                     | Mistrzostwo (2014)             | Ćwierćfinał  |
| AFC (Azja)                                       | Mistrzostwa Azji U-17 w piłce nożnej kobiet 2024                           | Korea Północna U-17    | 2018                     | Mistrzostwo (2008, 2016)       | Mistrzynie   |
| AFC (Azja)                                       | Mistrzostwa Azji U-17 w piłce nożnej kobiet 2024                           | Korea Południowa U-17  | 2018                     | Mistrzostwo (2010)             | Faza grupowa |
| CAF (Afryka)                                     | Mistrzostwa Świata U-17 w Piłce Nożnej Kobiet 2024 (eliminacje strefy CAF) | Kenia U-17             | debiutantki              | debiutantki                    | Faza grupowa |
| CAF (Afryka)                                     | Mistrzostwa Świata U-17 w Piłce Nożnej Kobiet 2024 (eliminacje strefy CAF) | Nigeria U-17           | 2022                     | III miejsce (2022)             | Ćwierćfinał  |
| CAF (Afryka)                                     | Mistrzostwa Świata U-17 w Piłce Nożnej Kobiet 2024 (eliminacje strefy CAF) | Zambia U-17            | 2014                     | Faza grupowa (2014)            | Faza grupowa |
| CONCACAF (Ameryka Centralna, Północna i Karaiby) | gospodarz                                                                  | Dominikana U-17        | debiutantki              | debiutantki                    | Faza grupowa |
| CONCACAF (Ameryka Centralna, Północna i Karaiby) | Mistrzostwa Ameryki Północnej U-17 w Piłce Nożnej Kobiet 2024              | Meksyk U-17            | 2022                     | II miejsce (2018)              | Faza grupowa |
| CONCACAF (Ameryka Centralna, Północna i Karaiby) | Mistrzostwa Ameryki Północnej U-17 w Piłce Nożnej Kobiet 2024              | Stany Zjednoczone U-17 | 2022                     | II miejsce (2008)              | III miejsce  |
| CONMEBOL (America Południowa)                    | Mistrzostwa Ameryki Południowej U-17 w Piłce Nożnej Kobiet 2024            | Brazylia U-17          | 2022                     | Ćwierćfinał (2010, 2012, 2022) | Faza grupowa |
| CONMEBOL (America Południowa)                    | Mistrzostwa Ameryki Południowej U-17 w Piłce Nożnej Kobiet 2024            | Kolumbia U-17          | 2022                     | II miejsce (2022)              | Faza grupowa |
| CONMEBOL (America Południowa)                    | Mistrzostwa Ameryki Południowej U-17 w Piłce Nożnej Kobiet 2024            | Ekwador U-17           | debiutantki              | debiutantki                    | Ćwierćfinał  |
| OFC (Oceania)                                    | Mistrzostwa Oceanii U-19 w Piłce Nożnej Kobiet 2023                        | Nowa Zelandia U-17     | 2022                     | Ćwierćfinał (2014)             | Faza grupowa |
| UEFA (Europa)                                    | Mistrzostwa Europy U-17 w Piłce Nożnej 2024                                | Hiszpania U-17         | 2022                     | Mistrz (2018, 2022)            | II miejsce   |
| UEFA (Europa)                                    | Mistrzostwa Europy U-17 w Piłce Nożnej 2024                                | Anglia U-17            | 2016                     | IV miejsce (2008)              | IV miejsce   |
| UEFA (Europa)                                    | Mistrzostwa Europy U-17 w Piłce Nożnej 2024                                | Polska U-17            | debiutantki              | debiutantki                    | Ćwierćfinał  |

## Losowanie
Drużyny zostały podzielone na 4 koszyki. Losowanie odbyło się 22 czerwca.
| Koszyk 1            | Koszyk 2               | Koszyk 3      | Koszyk 4              |
| ------------------- | ---------------------- | ------------- | --------------------- |
| Dominikana U-17     | Stany Zjednoczone U-17 | Nigeria U-17  | Korea Południowa U-17 |
| Hiszpania U-17      | Brazylia U-17          | Kolumbia U-17 | Polska U-17           |
| Japonia U-17        | Meksyk U-17            | Anglia U-17   | Ekwador U-17          |
| Korea Północna U-17 | Nowa Zelandia U-17     | Zambia U-17   | Kenia U-17            |

## Stadiony
Turniej został rozegrany na 2 stadionach w dwóch miastach.
| Santo Domingo                  | Santiago de los Caballeros |
| ------------------------------ | -------------------------- |
| Estadio Olímpico Félix Sánchez | Estadio Cibao FC           |
| Pojemność: 27 000              | Pojemność: 10 000          |
|                                |                            |

## Faza grupowa
Na podstawie:
Legenda
|  | Awans do fazy pucharowej. |

Gdy dwie lub więcej drużyn zakończy fazę grupową z taką samą liczbą punktów, o kolejności w tabeli decyduje:
1. bilans bramkowy
2. liczba goli zdobytych w fazie grupowej;
3. punkty zdobyte w meczach pomiędzy danymi drużynami;
4. różnica bramek w meczach pomiędzy danymi drużynami;
5. zdobyte bramki w meczach pomiędzy danymi drużynami;
6. klasyfikacja fair play;
7. losowanie.

Pogrubieniem oznaczono drużyny, które wywalczyły awans do 1/8 finału.

### Grupa A
| Lp. | Drużyna            | M | Mecze | Mecze | Mecze | Bramki | Bramki | Bramki | Pkt |
| Lp. | Drużyna            | M | W     | R     | P     | +      | −      | +/−    | Pkt |
| --- | ------------------ | - | ----- | ----- | ----- | ------ | ------ | ------ | --- |
| 1.  | Nigeria U-17 (A)   | 3 | 3     | 0     | 0     | 9      | 1      | +8     | 9   |
| 2.  | Ekwador U-17 (A)   | 3 | 2     | 0     | 1     | 6      | 4      | +2     | 6   |
| 3.  | Dominikana U-17    | 3 | 0     | 1     | 2     | 1      | 4      | −3     | 1   |
| 4.  | Nowa Zelandia U-17 | 3 | 0     | 1     | 2     | 2      | 9      | −7     | 1   |

| 16 października 2024 22:00 CEST | Nowa Zelandia U-17 · Saxon 60' | 1:4(0:3)Raport | Nigeria U-17 · 2' Moshood · 13' Adegoke · 28' Abdulwahab · 55' Afolabi | Estadio Cibao FC, Santiago de los Caballeros Widzów: 1 040 Sędzia: Olatz Rivera Olmedo |
|                                 |                                |                |                                                                        |                                                                                        |

| 17 października 2024 01:00 CEST | Dominikana U-17 | 0:2(0:2)Raport | Ekwador U-17 · 14', 29' Valverde | Estadio Cibao FC, Santiago de los Caballeros Widzów: 3 006 Sędzia: Abigail Byrne |
|                                 |                 |                |                                  |                                                                                  |

| 19 października 2024 22:00 CEST | Nigeria U-17 · Moshood 28' (k), 90+6' · Chidi 54' · Effiong 66' | 4:0(1:0)Raport | Ekwador U-17 | Estadio Cibao FC, Santiago de los Caballeros Widzów: 787 Sędzia: Frida Mia Klarlund Nielsen |
|                                 |                                                                 |                |              |                                                                                             |

| 20 października 2024 01:00 CEST | Dominikana U-17 · Brito 68' | 1:1(0:0)Raport | Nowa Zelandia U-17 · 61' (sam.) Mercedes | Estadio Cibao FC, Santiago de los Caballeros Widzów: 3 258 Sędzia: Asaka Koizumi |
|                                 |                             |                |                                          |                                                                                  |

| 23 października 2024 01:00 CEST | Nigeria U-17 · Moshood 89' | 1:0(0:0)Raport | Dominikana U-17 | Estadio Cibao FC, Santiago de los Caballeros Widzów: 13 535 Sędzia: Daiane Muniz dos Santos |
|                                 |                            |                |                 |                                                                                             |

| 23 października 2024 01:00 CEST | Ekwador U-17 · Arboleda 41' · Chiuchiolo 43', 49' · Morán 79' | 4:0(2:0)Raport | Nowa Zelandia U-17 | Estadio Olímpico Félix Sánchez, Santo Domingo Widzów: 1 248 Sędzia: Lê Thị Ly |
|                                 |                                                               |                |                    |                                                                               |

### Grupa B
| Lp. | Drużyna                    | M | Mecze | Mecze | Mecze | Bramki | Bramki | Bramki | Pkt |
| Lp. | Drużyna                    | M | W     | R     | P     | +      | −      | +/−    | Pkt |
| --- | -------------------------- | - | ----- | ----- | ----- | ------ | ------ | ------ | --- |
| 1.  | Hiszpania U-17 (A)         | 3 | 3     | 0     | 0     | 10     | 2      | +8     | 9   |
| 2.  | Stany Zjednoczone U-17 (A) | 3 | 2     | 0     | 1     | 8      | 3      | +5     | 6   |
| 3.  | Kolumbia U-17              | 3 | 0     | 1     | 2     | 2      | 5      | −3     | 1   |
| 4.  | Korea Południowa U-17      | 3 | 0     | 1     | 2     | 1      | 11     | −10    | 1   |

| 16 października 2024 22:00 CEST | Hiszpania U-17 · Travers 3' (sam.) · Ortega 70' · Cerrato 83' | 3:1(1:1)Raport | Stany Zjednoczone U-17 · 22' Barcenas | Estadio Olímpico Félix Sánchez, Santo Domingo Widzów: 3 234 Sędzia: Asaka Koizumi |
|                                 |                                                               |                |                                       |                                                                                   |

| 17 października 2024 01:00 CEST | Korea Południowa U-17 · Phair 36' (k) | 1:1(1:1)Raport | Kolumbia U-17 · 28' Martinez | Estadio Olímpico Félix Sánchez, Santo Domingo Widzów: 2 174 Sędzia: Shamirah Nabadda |
|                                 |                                       |                |                              |                                                                                      |

| 19 października 2024 22:00 CEST | Hiszpania U-17 · Comendador 7' · Segura 32' · Santiago 45+4' · Moreno 47' (k) · Agirrezabala 90+3' | 5:0(3:0)Raport | Korea Południowa U-17 | Estadio Olímpico Félix Sánchez, Santo Domingo Widzów: 3 742 Sędzia: Ghada Mehat |
|                                 | |                |                       |                                                                                 |

| 20 października 2024 01:00 CEST | Kolumbia U-17 | 0:2(0:1)Raport | Stany Zjednoczone U-17 · 43' Johnson · 58' (k) Fuller | Estadio Olímpico Félix Sánchez, Santo Domingo Widzów: 6 334 Sędzia: Ionela Peşu |
|                                 |               |                |                                                       |                                                                                 |

| 22 października 2024 22:00 CEST | Kolumbia U-17 · Díaz 5' | 1:2(1:0)Raport | Hiszpania U-17 · 58' (k) García · 90' Santiago | Estadio Cibao FC, Santiago de los Caballeros Widzów: 4 566 Sędzia: Carly Shaw-MacLaren |
|                                 |                         |                |                                                |                                                                                        |

| 22 października 2024 22:00 CEST | Stany Zjednoczone U-17 · Barcenas 1', 47' · Fuller 10' · Long 68' · Padelski 87' | 5:0(2:0)Raport | Korea Południowa U-17 | Estadio Olímpico Félix Sánchez, Santo Domingo Widzów: 784 Sędzia: Alejandra Quisbert |
|                                 |                                                                                  |                |                       |                                                                                      |

### Grupa C
| Lp. | Drużyna                 | M | Mecze | Mecze | Mecze | Bramki | Bramki | Bramki | Pkt |
| Lp. | Drużyna                 | M | W     | R     | P     | +      | −      | +/−    | Pkt |
| --- | ----------------------- | - | ----- | ----- | ----- | ------ | ------ | ------ | --- |
| 1.  | Korea Północna U-17 (A) | 3 | 3     | 0     | 0     | 11     | 1      | +10    | 9   |
| 2.  | Anglia U-17 (A)         | 3 | 2     | 0     | 1     | 6      | 6      | 0      | 6   |
| 3.  | Kenia U-17              | 3 | 1     | 0     | 2     | 2      | 6      | −4     | 3   |
| 4.  | Meksyk U-17             | 3 | 0     | 0     | 3     | 4      | 10     | −6     | 0   |

| 17 października 2024 22:00 CEST | Korea Północna U-17 · Choe Rim-jong 14', 34', 85' · Choe Il-son 26' | 4:1(3:1)Raport | Meksyk U-17 · 45' Reyes | Estadio Cibao FC, Santiago de los Caballeros Widzów: 709 Sędzia: Daiane Muniz |
|                                 |                                                                     |                |                         |                                                                               |

| 18 października 2024 01:00 CEST | Kenia U-17 | 0:2(0:1)Raport | Anglia U-17 · 29' (k) Brown · 87' Thompson | Estadio Cibao FC, Santiago de los Caballeros Widzów: 777 Sędzia: Alejandra Quisbert |
|                                 |            |                |                                            |                                                                                     |

| 20 października 2024 22:00 CEST | Korea Północna U-17 · So Ryu-gyong 8', 11' · Ri Kuk-hyang 86' | 3:0(2:0)Raport | Kenia U-17 | Estadio Cibao FC, Santiago de los Caballeros Widzów: 1 022 Sędzia: Deily Gómez |
|                                 |                                                               |                |            |                                                                                |

| 21 października 2024 01:00 CEST | Anglia U-17 · Shaw 11' · Las 61' · Maltby 88' · Johnson 90+11' | 4:2(1:1)Raport | Meksyk U-17 · 17' Salas · 50' (k) Soto | Estadio Cibao FC, Santiago de los Caballeros Widzów: 2 155 Sędzia: Shamira Nabadda |
|                                 |                                                                |                |                                        |                                                                                    |

| 24 października 2024 01:00 CEST | Anglia U-17 | 0:4(0:2)Raport | Korea Północna U-17 · 10' Kang Ryu-mi · 18' Choe Il-son · 69' (k) Ri Kuk-hyang · 73' Ho Kyong | Estadio Cibao FC, Santiago de los Caballeros Widzów: 754 Sędzia: Alina Peșu |
|                                 |             |                |                                                                                               |                                                                             |

| 24 października 2024 01:00 CEST | Meksyk U-17 · Soto 90+2' | 1:2(0:2)Raport | Kenia U-17 · 15' Nekesa · 36' Faith | Estadio Olímpico Félix Sánchez, Santo Domingo Widzów: 852 Sędzia: Jelena Cvetkovi |
|                                 |                          |                |                                     |                                                                                   |

### Grupa D
| Lp. | Drużyna          | M | Mecze | Mecze | Mecze | Bramki | Bramki | Bramki | Pkt |
| Lp. | Drużyna          | M | W     | R     | P     | +      | −      | +/−    | Pkt |
| --- | ---------------- | - | ----- | ----- | ----- | ------ | ------ | ------ | --- |
| 1.  | Japonia U-17 (A) | 3 | 2     | 1     | 0     | 6      | 2      | +4     | 7   |
| 2.  | Polska U-17 (A)  | 3 | 1     | 2     | 0     | 2      | 0      | +2     | 5   |
| 3.  | Brazylia U-17    | 3 | 1     | 1     | 1     | 2      | 2      | 0      | 4   |
| 4.  | Zambia U-17      | 3 | 0     | 0     | 3     | 1      | 7      | −6     | 0   |

| 17 października 2024 22:00 CEST | Japonia U-17 | 0:0(0:0)Raport | Polska U-17 | Estadio Olímpico Félix Sánchez, Santo Domingo Widzów: 587 Sędzia: Deily Gómez |
|                                 |              |                |             |                                                                               |

| 18 października 2024 01:00 CEST | Brazylia U-17 · Juju 19' | 1:0(1:0)Raport | Zambia U-17 | Estadio Olímpico Félix Sánchez, Santo Domingo Widzów: 470 Sędzia: Lê Thị Ly |
|                                 |                          |                |             |                                                                             |

| 20 października 2024 22:00 CEST | Japonia U-17 · Ueki Sato 49' · Furuta 53' | 2:1(0:1)Raport | Brazylia U-17 · 8' Juju | Estadio Olímpico Félix Sánchez, Santo Domingo Widzów: 3 347 Sędzia: Abigail Byrne |
|                                 |                                           |                |                         |                                                                                   |

| 21 października 2024 01:00 CEST | Zambia U-17 | 0:2(0:1)Raport | Polska U-17 · 7' Wyrwas · 46' Araśniewicz | Estadio Olímpico Félix Sánchez, Santo Domingo Widzów: 1 248 Sędzia: Jelena Cvetković |
|                                 |             |                |                                           |                                                                                      |

| 23 października 2024 22:00 CEST | Zambia U-17 · Suzuki 87' (sam.) | 1:4(0:1)Raport | Japonia U-17 · 6', 69' Shinjo · 63' (k) Ueki Sato · 86' Ota | Estadio Cibao FC, Santiago de los Caballeros Widzów: 891 Sędzia: Frida Klarlund |
|                                 |                                 |                |                                                             |                                                                                 |

| 23 października 2024 22:00 CEST | Polska U-17 | 0:0(0:0)Raport | Brazylia U-17 | Estadio Olímpico Félix Sánchez, Santo Domingo Widzów: 673 Sędzia: Ghada Mehat |
|                                 |             |                |               |                                                                               |

## Faza pucharowa
W fazie pucharowej uczestniczy 8 zespołów, które awansują z fazy grupowej. Ta część rywalizacji składa się z trzech rund, w każdej rundzie odpada połowa drużyn. Po wyłonieniu czterech najlepszych drużyn turnieju, rozegrane zostaną półfinały. Przegrani tych spotkań rozegrają mecz o brązowy medal, zaś zwycięzcy o tytuł mistrzowski. W każdym ze spotkań fazy pucharowej mecz zakończony w regulaminowym czasie remisem musi być rozstrzygnięty poprzez trzydziestominutową dogrywkę. Jeżeli wynik nadal pozostaje nierozstrzygnięty, następuje seria rzutów karnych.
|  |                                             |                        |                            |                                             |      |                        |                            |                            |                            |                            |                   |       |       |
|  | Ćwierćfinały                                | Ćwierćfinały           | Ćwierćfinały               |                                             |      | Półfinały              | Półfinały                  | Półfinały                  |                            |                            | Finał             | Finał | Finał |
|  | Ćwierćfinały                                | Ćwierćfinały           | Ćwierćfinały               |                                             |      | Półfinały              | Półfinały                  | Półfinały                  |                            |                            | Finał             | Finał | Finał |
|  | 26 października, Santiago de los Caballeros |                        |                            |                                             |      |                        |                            |                            |                            |                            |                   |       |       |
|  |                                             |                        |                            |                                             |      |                        |                            |                            |                            |                            |                   |       |       |
|  | Nigeria U-17                                | Nigeria U-17           | 0                          |                                             |      |                        |                            |                            |                            |                            |                   |       |       |
|  | Nigeria U-17                                | Nigeria U-17           | 0                          | 31 października, Santiago de los Caballeros |      |                        |                            |                            |                            |                            |                   |       |       |
|  | Stany Zjednoczone U-17                      | Stany Zjednoczone U-17 | 2                          |                                             |      |                        |                            |                            |                            |                            |                   |       |       |
|  | Stany Zjednoczone U-17                      | Stany Zjednoczone U-17 | 2                          |                                             |      | Stany Zjednoczone U-17 | Stany Zjednoczone U-17     | 0                          |                            |                            |                   |       |       |
|  | 27 października, Santiago de los Caballeros |                        |                            |                                             |      | Stany Zjednoczone U-17 | Stany Zjednoczone U-17     | 0                          |                            |                            |                   |       |       |
|  |                                             |                        | Korea Północna U-17        | Korea Północna U-17                         | 1    |                        |                            |                            |                            |                            |                   |       |       |
|  | Korea Północna U-17                         | Korea Północna U-17    | Korea Północna U-17        | Korea Północna U-17                         | 1    | 1                      |                            |                            |                            |                            |                   |       |       |
|  | Korea Północna U-17                         | Korea Północna U-17    |                            |                                             |      | 1                      | 3 listopada, Santo Domingo |                            |                            |                            |                   |       |       |
|  | Polska U-17                                 | Polska U-17            | 0                          |                                             |      |                        |                            |                            |                            |                            |                   |       |       |
|  | Polska U-17                                 | Polska U-17            | 0                          |                                             |      | Korea Północna U-17    | Korea Północna U-17        | 1(4)                       |                            |                            |                   |       |       |
|  | 27 października, Santo Domingo              |                        |                            |                                             |      | Korea Północna U-17    | Korea Północna U-17        | 1(4)                       |                            |                            |                   |       |       |
|  |                                             |                        | Hiszpania U-17             | Hiszpania U-17                              | 1(3) |                        |                            |                            |                            |                            |                   |       |       |
|  | Hiszpania U-17                              | Hiszpania U-17         | Hiszpania U-17             | Hiszpania U-17                              | 1(3) | 5                      |                            |                            |                            |                            |                   |       |       |
|  | Hiszpania U-17                              | Hiszpania U-17         | 1 listopada, Santo Domingo |                                             |      | 5                      |                            |                            |                            |                            |                   |       |       |
|  | Ekwador U-17                                | Ekwador U-17           | 0                          |                                             |      |                        |                            |                            |                            |                            |                   |       |       |
|  | Ekwador U-17                                | Ekwador U-17           | 0                          |                                             |      | Hiszpania U-17         | Hiszpania U-17             | 3                          | Mecz o 3. miejsce          | Mecz o 3. miejsce          | Mecz o 3. miejsce |       |       |
|  | 28 października, Santo Domingo              |                        |                            |                                             |      | Hiszpania U-17         | Hiszpania U-17             | 3                          | Mecz o 3. miejsce          | Mecz o 3. miejsce          | Mecz o 3. miejsce |       |       |
|  |                                             |                        | Anglia U-17                | Anglia U-17                                 | 0    |                        |                            | 3 listopada, Santo Domingo | 3 listopada, Santo Domingo | 3 listopada, Santo Domingo |                   |       |       |
|  | Japonia U-17                                | Japonia U-17           | Anglia U-17                | Anglia U-17                                 | 0    | 2(1)                   |                            | 3 listopada, Santo Domingo | 3 listopada, Santo Domingo | 3 listopada, Santo Domingo |                   |       |       |
|  | Japonia U-17                                | Japonia U-17           |                            |                                             |      |                        |                            | Stany Zjednoczone U-17     | Stany Zjednoczone U-17     | 3                          |                   |       |       |
|  | Anglia U-17                                 | Anglia U-17            | 2(4)                       |                                             |      |                        |                            |                            | Stany Zjednoczone U-17     | 3                          |                   |       |       |
|  | Anglia U-17                                 | Anglia U-17            | 2(4)                       |                                             |      |                        |                            | Anglia U-17                | Anglia U-17                | 0                          |                   |       |       |
|  |                                             |                        |                            |                                             |      |                        |                            |                            | Anglia U-17                | 0                          |                   |       |       |

UWAGA: W nawiasach podane są wyniki po rzutach karnych.

### Ćwierćfinały
| 26 października 2024 21:30 CEST | Nigeria U-17 | 0:2(0:1)Raport | Stany Zjednoczone U-17 · 43' (k) Fuller · 74' Ascanio | Estadio Cibao FC, Santiago de los Caballeros Widzów: 1 022 Sędzia: Asaka Koizumi |
|                                 |              |                |                                                       |                                                                                  |

| 27 października 2024 01:00 CEST | Korea Północna U-17 · Choe Rim-jong 14' | 1:0(1:0)Raport | Polska U-17 | Estadio Cibao FC, Santiago de los Caballeros Widzów: 2 112 Sędzia: Abigail Byrne |
|                                 |                                         |                |             |                                                                                  |

| 27 października 2024 20:30 CET | Hiszpania U-17 · Comendador 35', 39', 46' · Segura 90+4', 90+9' | 5:0(2:0)Raport | Ekwador U-17 | Estadio Olímpico Félix Sánchez, Santo Domingo Widzów: 3 529 Sędzia: Jelena Cvetković |
|                                |                                                                 |                |              |                                                                                      |

| 28 października 2024 00:00 CET | Japonia U-17 · Aoki 23' · Hirakawa 29' | 2:2 k. 1:4(2:1)Raport           | Anglia U-17 · 27' Parkinson · 72' Shaw | Estadio Olímpico Félix Sánchez, Santo Domingo Widzów: 3 021 Sędzia: Carly Shaw-MacLaren |
|                                |                                        |                                 |                                        |                                                                                         |
|                                |                                        | Rzuty karne                     |                                        |                                                                                         |
| Aso · Nezu · Honda             |                                        | Brown · Maltby · Harbert · Shaw |                                        |                                                                                         |

### Półfinały
| 31 października 2024 00:00 CET | Stany Zjednoczone U-17 | 0:1(0:0)Raport | Korea Północna U-17 · 69' Ro Un-hyang | Estadio Cibao FC, Santiago de los Caballeros Widzów: 2 408 Sędzia: Ionela Peşu |
|                                |                        |                |                                       |                                                                                |

| 1 listopada 2024 00:00 CET | Hiszpania U-17 · Cerrato 45+2' · Comendador 58' · Shaw 90+9' (sam.) | 3:0(1:0)Raport | Anglia U-17 | Estadio Olímpico Félix Sánchez, Santo Domingo Widzów: 2 970 Sędzia: Asaka Koizumi |
|                            |                                                                     |                |             |                                                                                   |

### Mecz o 3. miejsce
| 3 listopada 2024 19:30 CET | Stany Zjednoczone U-17 · Fuller 24' · McCammon 72' · Padelski 90+2' | 3:0(1:0)Raport | Anglia U-17 | Estadio Olímpico Félix Sánchez, Santo Domingo Widzów: 3 971 Sędzia: Alejandra Quisbert |
|                            |                                                                     |                |             |                                                                                        |

### Finał
| 3 listopada 2024 23:00 CET                                              | Korea Północna U-17 · Jon Il-chong 66' | 1:1 po dogr. k. 4:3(0:0, 1:1, 1:1)Raport         | Hiszpania U-17 · 61' Segura | Estadio Olímpico Félix Sánchez, Santo Domingo Widzów: 18 410 Sędzia: Daiane Muniz |
|                                                                         |                                        |                                                  |                             |                                                                                   |
|                                                                         |                                        | Rzuty karne                                      |                             |                                                                                   |
| Ri Kuk-hyang · Jong Pok-yong · Ro Un-hyang · Jon Il-chong · Kang Ryu-mi |                                        | Segura · Santiago · Comendador · Ortega · Moreno |                             |                                                                                   |

## Strzelcy
Bramki z serii rzutów karnych nie są wliczane do klasyfikacji strzelców.

### 5 goli
- Pau Comendador

### 4 gole
- Celia Segura
- Choe Rim-jong
- Shakirat Moshood
- Kennedy Fuller

### 3 gole
- Melanie Barcenas

### 2 gole
- Zara Shaw
- Juju Harris
- Caprice Chiuchiolo
- Jaslym Valverde
- Alba Cerrato
- Iris Santiago
- Momo Saruang Ueki Sato
- Miharu Shinjo
- Choe Il-son
- Ri Kuk-hyang
- So Ryu-gyong
- Alexa Soto
- Maddie Padelski

### 1 gol
- Lola Brown
- Olivia Johnson
- Nelly Las
- Rachel Maltby
- Erica Parkinson
- Lauryn Thompson
- Yuleinis Brito
- Doménica Arboleda
- Dariana Morán
- Amaya García
- Ainoa Gómez
- Emma Moreno
- Noa Ortega
- Yuna Aoki
- Asako Furuta
- Hina Hirakawa
- Mitsuki Ota
- Lornah Faith
- Valerie Nekesa
- Isabella Díaz
- Ella Martínez
- Casey Phair
- Ho Kyong
- Jon Il-chong
- Kang Ryu-mi
- Ro Un-hyang
- Citlalli Reyes
- Ana Salas
- Faridat Abdulwahab
- Khadijat Adegoke
- Taiwo Afolabi
- Harmony Chidi
- Peace Effiong
- Hannah Saxon
- Weronika Araśniewicz
- Kinga Wyrwas
- Kimmi Ascanio
- Micayla Johnson
- Mary Long
- Ainsley McCammon

### Gole samobójcze
- Zara Shaw (dla Hiszpanii)
- Renata Mercedes (dla Nowej Zelandii)
- Haruko Suzuki (dla Zambii)
- Jocelyn Travers (dla Hiszpanii)

## Nagrody
Na podstawie:
| Złota Piłka  | Złoty But      | Złota Rękawica | FIFA Fair Play |
| ------------ | -------------- | -------------- | -------------- |
| Jon Il-chong | Pau Comendador | Evan O'Steen   | Nigeria U-17   |

## Klasyfikacja końcowa
| Miejsce                        | Reprezentacja          | Punkty | Bramki +/− | Bramki zdobyte |
| ------------------------------ | ---------------------- | ------ | ---------- | -------------- |
| Strefa medalowa                |                        |        |            |                |
| złoto                          | Korea Północna U-17    | 16     | +12        | 14             |
| srebro                         | Hiszpania U-17         | 16     | +16        | 19             |
| brąz                           | Stany Zjednoczone U-17 | 12     | +9         | 13             |
| 4.                             | Anglia U-17            | 7      | -6         | 8              |
| Wyeliminowane w ćwierćfinałach |                        |        |            |                |
| 5.                             | Nigeria U-17           | 9      | +6         | 9              |
| 6.                             | Japonia U-17           | 8      | +4         | 8              |
| 7.                             | Ekwador U-17           | 6      | -3         | 6              |
| 8.                             | Polska U-17            | 5      | +1         | 2              |
| Wyeliminowane w fazie grupowej |                        |        |            |                |
| 9.                             | Brazylia U-17          | 4      | 0          | 2              |
| 10.                            | Kenia U-17             | 3      | -4         | 2              |
| 11.                            | Kolumbia U-17          | 1      | -3         | 2              |
| 12.                            | Dominikana U-17        | 1      | -3         | 1              |
| 13.                            | Nowa Zelandia U-17     | 1      | -7         | 2              |
| 14.                            | Korea Południowa U-17  | 1      | -10        | 1              |
| 15.                            | Meksyk U-17            | 0      | -6         | 4              |
| 16.                            | Zambia U-17            | 0      | -6         | 1              |